# Anatoli Firsov
Anatoli Vasiljevitsj Firsov (Russisch: Анатолий Васильевич Фирсов) (Moskou, 1 februari 1941 - Moskou, 24 juli 2000) was een Sovjet-Russisch ijshockeyer. 
Firsov maakte in 166 interlands voor de IJshockeyploeg van de Sovjet-Unie 134 doelpunten.
Firsov won tijdens de Olympische Winterspelen van 1964, die van 1968 en die van 1972 de gouden medaille, de eerste twee olympische waren tevens wereldtitels.
Firsov werd tussen 1964 en 1971 achtmaal keer op rij wereldkampioen.